# Al-Wifaq
al-Wifaq (arabisch جمعية الوفاق الوطني الإسلامية, DMG Ǧamʿīyat al-Wifāq al-Waṭanī al-Islāmīya ‚Islamische Gesellschaft der nationalen Einheit‘; auch al-Wefaq oder al-Wifak) ist der Name einer ehemaligen schiitisch-islamischen Gesellschaft im arabischen Inselstaat Bahrain. Sie verstand sich als Vertreterin der Bevölkerungsmehrheit (65 %) in dem von einem sunnitischen Königshaus regierten Land. Vorsitzender al-Wifaqs war Scheich Ali Salman, als geistiger Führer galt Ajatollah Isa Qassim.
Zwar sind in Bahrain politische Parteien verboten, aber Wahlvereinigungen erlaubt. Bei der Parlamentswahl 2006 wurde al-Wifaq stärkste Gruppierung und errang auch im Oktober 2010 18 der 40 Mandate. Sie stand in Opposition zum Königshaus, das einer Demokratie skeptisch gegenübersteht und Kandidaten der Islamisten unterstützt. Die Sunniten wiederum warfen al-Wifaq vor, mit dem Iran zu sympathisieren, der früher das Land regierte.
Von al-Wifaq, die gemäßigte Positionen vertrat, spaltete sich die radikalere Haqq-Bewegung ab. Sie rief auch zum Boykott der Wahlen auf, weil die schiitischen Einwohner Bahrains noch immer diskriminiert würden.
Die Wahlen vom 23. und 31. Oktober 2010 waren von starken Gegensätzen überschattet. Websites und Publikationen der Opposition wurden verboten, die Polizei nahm seit August etwa 250 schiitische Regimekritiker unter „Terrorverdacht“ fest, was in Bahrain zu monatelangen Protesten führte.
Nach der Unabhängigkeit hatte es erst 2002 – nach 30 Jahren und einer neuen Verfassung – die ersten Parlamentswahlen gegeben, die von al-Wifaq wegen starker Behinderungen boykottiert worden waren. Die damals überproportional vielen Sunniten im Unterhaus haben seit 2010 nur mehr eine knappe Mehrheit, in beiden Konfessionen wurden auch einige Unabhängige Kandidaten ins Parlament gewählt. Dieses hat allerdings eine geringfügig geringere Macht als der Konsultativrat (Oberhaus), dessen Mitglieder vom König selbst ernannt werden.
2016 wurde die Gruppierung von der bahrainischen Justiz aufgelöst. Gegen Ali Salman wurde wegen Spionage für das Nachbarland Katar ein Strafverfahren eingeleitet. In erster Instanz noch freigesprochen, wurde er im Zuge eines Berufungsverfahrens im November 2018 zu lebenslanger Haft verurteilt. Ende Januar 2019 bestätigte der oberste Gerichtshof des Landes diese Strafe. Nach Ansicht von Menschenrechtsorganisationen war der Prozess politisch motiviert.